# Mármaro
Mármaro (En griego: Μάρμαρο)  es uno de los cuatro islotes que rodean a Kufonisi junto con Makroulo, Strongyli y Tráchilos. Está cerca de la costa del sur de Creta, cerca del cabo Goudero. Es parte de la unidad periférica de Lasithi.
- Datos: Q6772117